# Bielkowo (Koszalin)
Bielkowo [pronunciación en polaco: /bjɛlˈkɔvɔ/] (anteriormente alemán Beelkow) es un pueblo ubicado en el distrito administrativo de Gmina Sianów, dentro del Condado de Koszalin, Voivodato de Pomerania Occidental, en el norte de Polonia occidental. Se encuentra aproximadamente a 10 kilómetros al norte de Sianów, 17 kilómetros al noreste de Koszalin, a y 151 kilómetros al norte-del este del regional capital Szczecin.
Hasta 1653, el pueblo formaba parte del Ducado de Pomerania. Hasta el final de la Segunda Guerra Mundial formó parte de Brandeburgo y luego de Alemania. Para la historia de la región después de la guerra, véase Historia de Pomerania.
El pueblo tiene una población de 270 habitantes.